# Death Factory

Death Factory est un film américain réalisé par Brad Sykes, sorti en 2002.

## Synopsis
Un groupe d'amis, qui décide de fêter la fin de leur année scolaire dans une usine désaffectée, se fait décimer peu à peu par un monstre biomécanique.

## Fiche technique
- Titre : Death Factory
- Réalisation : Brad Sykes
- Scénario : Brad Sykes
- Production : Darrin Ramage et David S. Sterling
- Société de production : Brain Damage Films
- Musique : Joe Gaal
- Photographie : Benjamin Cooper
- Pays d'origine : États-Unis
- Format : Couleurs - 1,33:1 - Stéréo - DV
- Genre : Horreur
- Durée : 81 minutes
- Date de sortie : 2002 (États-Unis)

## Distribution
- Lisa Jay : Rachel
- Karla Zamudio : Louisa
- Jeff Ryan : Derek
- David Kalamus : Francis
- Rhoda Jordan : Leticia
- Jason Flowers : Troy
- Allison Beal : Alyson
- Michael O'Karma : Josh
- Tiffany Shepis : Alexa
- Ron Jeremy : Glen
- Graig Chandler : le docteur
- Garrett Clancy : le détective

## Autour du film
- Death Factory ou Extermination camp, désigne également les camps d'extermination du régime nazi.